# چری ای۵
چری ای۵ (به انگلیسی: Chery A5) خودرویی است که از سال ۲۰۰۶ تاکنون تولید شده‌است. طول آن در حالت طبیعی ۴٬۵۵۲ میلیمتر (۱۷۹٫۲ اینچ)، عرض آن در حالت طبیعی ۱٬۷۵۰ میلیمتر (۶۸٫۹ اینچ) و ارتفاع آن در حالت طبیعی ۱٬۴۸۳ میلیمتر (۵۸٫۴ اینچ) و وزن آن در حالت طبیعی ۱٬۲۹۰ کیلوگرم (۲٬۸۴۴ پوند) است. جعبه‌دندهٔ آن ۵ سرعتهٔ دستی و ۴ سرعتهٔ خودکار است. این خودرو در ایران با نام ام وی ام ۵٣٠ عرضه شده است.

## مشخصات فنی
- نوع گیربکس: ۵ سرعتهٔ دستی/۴ سرعتهٔ خودکار
- نوع دیفرانسیل: جلو
- حجم موتور: ۲۰۰۰ سی‌سی
- تعداد سیلندر: ۴
- تعداد سوپاپ: ۱۶
- قدرت: ۵۷۵۰/۱۴۰ (اسب بخار/دور در دقیقه)
- گشتاور: ۴۵۰۰/۱۸۵ (نیوتن متر/دور در دقیقه)
- طول: ۴۵۵۲ میلی‌متر
- عرض: ۱۷۵۰ میلی‌متر
- ارتفاع: ۱۴۸۳ میلی‌متر
- حداکثر سرعت: ۲۳۰ کیلومتر در ساعت
- شتاب ۰ تا ۱۰۰: ۱۲٫۰ ثانیه[۴]
- مصرف سوخت: ۶٫۸ لیتر در ۱۰۰ کیلومتر
- حجم مخزن: ۵۲ لیتر

## امکانات
- ایربگ: ۲ (راننده و سرنشین)
- ترمز و کنترل: جلو و عقب دیسکی - ABS - EBD
- تهویه هوا: اتوماتیک
- صندلی: دستی - چرم
- شیشه‌ها: برقی
- آینه: برقی
- چراغ‌ها: تنظیم برقی چراغ‌های جلو - مه‌شکن جلو و عقب
- سانروف
- سنسور دنده عقب
- سیستم پخش MP3 با پورت USB و مجهز به ۶ بلندگوی استریو
- کنترل سیستم صوتی بر روی غربیلک فرمان